# Liubomir Liubenov
Liubomir Liubenov (Plovdiv, 26 de marzo de 1957) es un deportista búlgaro que compitió en piragüismo en la modalidad de aguas tranquilas.
Participó en los Juegos Olímpicos de Moscú 1980, obteniendo una medalla de oro en la prueba de C1 1000 m, y una de plata en la prueba de C1 500 m. Ganó cuatro medallas en el Campeonato Mundial de Piragüismo entre los años 1978 y 1981.

## Palmarés internacional
| Juegos Olímpicos   | Juegos Olímpicos         | Juegos Olímpicos  | Juegos Olímpicos |
| Año                | Lugar                    | Medalla           | Evento           |
| ------------------ | ------------------------ | ----------------- | ---------------- |
| 1980               | Moscú (URSS)             | Medalla de plata  | C1 500 m         |
| 1980               | Moscú (URSS)             | Medalla de oro    | C1 1000 m        |
| Campeonato Mundial |                          |                   |                  |
| Año                | Lugar                    | Medalla           | Evento           |
| 1978               | Belgrado (Yugoslavia)    | Medalla de oro    | C1 500 m         |
| 1979               | Duisburgo (RFA)          | Medalla de bronce | C1 500 m         |
| 1979               | Duisburgo (RFA)          | Medalla de plata  | C1 1000 m        |
| 1981               | Nottingham (Reino Unido) | Medalla de bronce | C2 500 m         |